# Hélène Brodeur
Pour les articles homonymes, voir Brodeur.
Œuvres principales
- Chroniques du Nouvel-Ontario (1981-1986)

Hélène Brodeur, née le 13 juillet 1923 à Saint-Léon-de-Marston (Québec, Canada) et morte le 15 août 2010 à Ottawa (Ontario), est une écrivaine franco-ontarienne. Elle est considérée comme une figure emblématique de la littérature canadienne.

## Biographie
Née à Saint-Léon de Val-Racine en Estrie, Hélène Brodeur déménage à l'âge de quatre ans avec sa famille dans le Nord-Est de l'Ontario. Elle passe son enfance et son adolescence à Val Gagné, près de Timmins. À la veille de la Grande Dépression, la région attire des milliers de Québécois chômeurs à la recherche de rares emplois. Ces nouveaux Franco-Ontariens y passent leurs soirées en réminiscences des Pays-d'en-bas, le Québec, terre de leurs origines, et les Pays-d'en-Haut, leurs nouvelles terres. Cela marquera l'œuvre d'Hélène Brodeur. Institutrice dans une école de rang jusqu'en 1946, elle est diplômée de l'Université d'Ottawa en enseignement. Elle a une carrière d'enseignante, de traductrice et de chroniqueuse. En 1975, elle devient directrice-adjointe de l’information à Statistique Canada puis directrice des communications. Elle se met à l'écriture à plein temps en 1977. Elle écrit une trilogie de romans historiques franco-ontariens intitulée Les chroniques du Nouvel-Ontario, se déroulant du début du XXe siècle jusqu'aux années 1960. Elle réécrit cette saga en langue anglaise. En 1982, elle scénarise la télésérie Les Ontariens à TFO. Ses textes sont enseignés dans les écoles et universités de l'Ontario. Tout au long de sa carrière, Brodeur écrit aussi à titre de pigiste pour plusieurs journaux et revues, dont Châteleine, Maclean's, et Flight Magazine. 

## Thématique et esthétique
Dans les Chroniques du Nouvel-Ontario, Hélène Brodeur relate la vie quotidienne dans le Nord de l'Ontario sur une période s'étendant de la Première Guerre mondiale à l'éveil identitaire des Ontarois (1913-1968). Le premier tome relate la colonisation du Nouvel-Ontario, le second se situe dans les années 1930 alors que le troisième couvre les années 1950 et 1960. Cette trilogie est une œuvre majeure de la littérature franco-ontarienne en raison de sa valeur documentaire et sociohistorique et de sa qualité littéraire riche et imagée. Elle décrit une société en pleine mutation, sa relation à la religion catholique et à la langue française, où les personnages vivent un quotidien impitoyable. Bien que la trilogie porte le nom de chroniques, ses tomes, notamment les deux premiers, sont en réalité des romans où le substrat sociologique est réel mais discret,.

Dans le premier tome, La quête d'Alexandre (1981), le jeune séminariste Sellier est double : parti du Québec à la recherche de son frère disparu dans le Nord de l'Ontario, il remet sa vocation en cause lorsqu'il fait la connaissance d'une jeune anglophone, Rose Brent. D'un grand réalisme, ce roman regorge de faits géographiques et historiques. Ce roman, avec La vengeance de l'orignal de Doric Germain, est une œuvre marquante du roman mettant en scène la vie franco-ontarienne. Dans le tome 3, Les routes incertaines (1986), Hélène Brodeur décrit ainsi le mariage :
« La passion n'est pas la seule base d'un mariage. Il y a aussi l'amitié, la tendresse, la confiance, le respect, le support mutuel, la joie de voir grandir ses enfants. »

## Œuvres
- « Les amours d'Éphrem Maillot », Incidences, Presses de l'Université d'Ottawa
- Chroniques du Nouvel-Ontario :

1. 1981 - La Quête d'Alexandre, Les Quinze  (ISBN 2-89026-264-2); 1985 : Prise de parole
2. 1983 - Entre l'aube et le jour, Montréal  (ISBN 2-89026-318-5)
3. 1986 - Les routes incertaines, Prise de parole

- 1996 - L'Ermitage, Prise de parole
- 2000 - Marie-Julie, Éditions du Vermillon  (ISBN 1-894547-04-7)

En anglais
- A Saga of Northern Ontario :

1. 1983 - (en) Alexandre, Watson & Dwyer
2. (en) Rose-Delima, Watson & Dwyer
3. (en) The Honourable Donald, Watson & Dwyer

Télévision
- 1982-1983 - Les Ontariens (TFO)

## Prix et distinctions
- 1982 - Prix Champlain
- 1984 - Prix du Nouvel-Ontario
- 1985 - Prix littéraire Le Droit